# Heeren (Stendal)
Heeren ist ein Ortsteil der gleichnamigen Ortschaft der Hansestadt Stendal im Landkreis Stendal in Sachsen-Anhalt, (Deutschland).

## Geographie
Heeren, ein Straßendorf mit Kirche, liegt auf einer durchschnittlichen Höhe von 39 Meter über NHN zwischen Uchte, Tanger und Elbe, jeweils fünf Kilometer von den Städten Stendal und Tangermünde entfernt in der Altmark.
Der Heerener Karpfenteich am Nachtweidengraben, nordöstlich des Dorfes, ist seit 1985 ein Flächennaturdenkmal. Die Stendaler Rohrwiesen, nördlich des Dorfes gelegen, sind ein Fauna-Flora-Habitat-Gebiet. Beide sind bekannt für ihren Reichtum an Lurchen und Vögeln.
Nachbarorte sind Welle im Westen, der Lindenhof im Nordwesten, Miltern im Nordosten, Tangermünde im Osten, der Pappelhof und der Viererbenhof im Südosten, Grobleben im Süden, sowie Elversdorf und Bahnhof Demker im Südwesten.

## Geschichte

### Mittelalter bis Neuzeit
Heeren wird um das Jahr 1150 als In herre in der Rheinischen Urbare erwähnt, eine andere Quelle nennt das Jahr 1160.
1238 heißt es Osterne medietas, als Graf Siegfried von Osterburg Dörfer und Besitz in der Altmark, mit denen er vorher vom St. Ludgerikloster Helmstedt belehnt worden war, dem Abt Gerhard von Werden und Helmstedt überschrieb. 1272 wurden dem Hospital zum Heiligen Geist in Stendal vier Hufen in villa dicta Hosternen geschenkt, also in Ostheeren. Westheeren wird erstmals gemeinsam mit Ostheeren 1330 als in West-Ostheren genannt. Im Landbuch der Mark Brandenburg von 1375 werden die Dörfer als Osterhen (am Rande Osterheren) und Westh(er)ren aufgeführt. Weitere Nennungen sind 1687 Ostheren, 1433 das westdorff, 1687 Westheeren. 1804 gab es das Dorf und Gut Ostheeren mit Rademacher und Schmiede sowie das Dorf Westheeren mit Rademacher, Windmühle und Krug. Friedrich Wilhelm August Bratring schrieb: „Ostheeren hangt mit Westheeren unmittelbar zusammen, es sind aber zwei Gemeinen.“
Die Kirche wurde gemeinsam genutzt. In Ostheeren bestand ein Rittergut derer von Alvensleben. Während in Ostheeren der Bürgermeister später von den Bürgern gewählt wurde, bestand in Westheeren das Amt des Lehnschulzen. Das Amt des Bürgermeisters wurde dort vererbt.
Am 24. April 1858 brach in Ostheeren auf dem Bauernhof Lühe ein Feuer aus. Aufgrund bestehenden Westwindes griff das Feuer auf weitere Bauernhöfe über, insgesamt zwölf Höfe brannten ab. Ostheeren war damit weitgehend zerstört. Der Bauernhof Lühe durfte zur Strafe nicht wieder am ursprünglichen Standort aufgebaut werden. So entstand im Dorf eine Freifläche, der heutige Denkmalplatz.
Anfang des 20. Jahrhunderts bestand in Heeren, bedingt durch gute Erfolge in der Tierzucht, eine Stammzuchtgenossenschaft.
1937 wurde im Ort der Gemüsebaubetrieb von Friedrich Vinzelberg gegründet, der in der DDR von August 1952 bis Ende 1954 zum VEG Uenglingen gehörte und ab 1955 eigenständig als VEG-Gartenbau Heeren geführt wurde. Darüber hinaus bestand ab dem 13. April 1953 die LPG Freies Land. Die beiden Betriebe waren bis 1990 die bestimmenden Wirtschaftsfaktoren des Dorfes.

### Herkunft des Ortsnamens
Der Name des Ortes ist deutschen Ursprungs und könnte auf here zurückgehen, was so viel wie sandiger Höhenzug bedeuten würde.

### Vorgeschichte
Im Jahre 1964 wurde von einem Münzfund aus der Römischen Kaiserzeit in Ostheeren berichtet. Das gefundene Gefäß und die Denare, die 1962 beim Pflügen entdeckt worden waren, wurden bis 1971 im Altmärkischen Museum in Stendal aufbewahrt und dann ins Winckelmann-Museum überführt. In den Jahren 1996 bis 2009 führten Dietmar Ludwig, der ehrenamtliche Beauftragte für Archäologie, und J. Stammler eine Nachsuche des durch das Pflügen verschleppten Fundes durch. Sie fanden weitere Denare. Rudolf Laser veröffentlichte 2021 einen Fundkatalog der 83 Münzen, sämtliche in der Reichsmünzstätte Rom geprägt. Damit gehört Heeren zu den größeren, in den letzten Jahrzehnten bekannt gewordenen mitteldeutschen Denarschätzen.
Ebenfalls aus der römischen Kaiserzeit stammen Urnengräber, die auf drei Fundplätzen in Ost- und Westheeren geborgen wurden.

### Eingemeindungen
Ursprünglich gehörten die Dörfer Ostheeren und Westheeren zum Tangermündeschen Kreis der Mark Brandenburg in der Altmark. Zwischen 1807 und 1813 lagen sie im Kanton Tangermünde auf dem Territorium des napoleonischen Königreichs Westphalen. Nach weiteren Änderungen gehörten die Gemeinden ab 1816 zum Kreis Stendal, dem späteren Landkreis Stendal.
Am 1. April 1935 wurden die Landgemeinden Ostheeren und Westheeren zur Gemeinde Heeren zusammengeschlossen. Am 25. Juli 1952 kam die Gemeinde Heeren zum neuen Kreis Stendal. Am 1. Juli 1994 kam sie zum heutigen Landkreis Stendal.
Bis zum 31. Dezember 2009 war Heeren eine selbstständige Gemeinde. Durch einen Gebietsänderungsvertrag beschloss der Gemeinderat von Heeren am 18. Juni 2009, die Gemeinde Heeren in die Stadt Stendal einzugemeinden. Der Vertrag wurde vom Landkreis als unterer Kommunalaufsichtsbehörde genehmigt und trat am 1. Januar 2010 in Kraft.
Nach der Eingemeindung wurde Heeren Ortsteil der Stadt Stendal. Für Heeren wurde die Ortschaftsverfassung nach den §§ 86 ff. der Gemeindeordnung Sachsen-Anhalt eingeführt. Heeren wurde somit zur Ortschaft der aufnehmenden Stadt Stendal. In der nunmehrigen Ortschaft Heeren wurde ein Ortschaftsrat mit sechs Mitgliedern einschließlich Ortsbürgermeister gebildet.

### Einwohnerentwicklung
| Jahr       | 1734 | 1772 | 1789 | 1790 | 1798    | 1801 | 1818 | 1840 | 1864 | 1871 | 1885 | 1892 | 1895 | 1900 | 1905 | 1910 | 1925 |
| Ostheeren  | 117  | 73   | 182  |      | [00]169 | 176  | 158  | 199  | 223  | 372  | 215  | 223  | 237  | 284  | 239  | 207  | 205  |
| Westheeren | 178  | 85   |      | 255  | 230     | 238  | 229  | 258  | 284  | 278  | 276  | 260  | 275  | 278  | 261  | 265  | 274  |

| Jahr | Einwohner |
| ---- | --------- |
| 1939 | 569       |
| 1946 | 935       |
| 1964 | 630       |
| 1971 | 644       |
| 1981 | 562       |

| Jahr | Einwohner |
| ---- | --------- |
| 1993 | 468       |
| 2006 | 570       |
| 2013 | [00]578   |
| 2014 | [00]566   |
| 2018 | [00]543   |

| Jahr | Einwohner |
| ---- | --------- |
| 2019 | [00]536   |
| 2021 | [00]516   |
| 2022 | [00]513   |
| 2023 | [0]518    |

Quelle, wenn nicht angegeben, bis 2006:

## Religion
Die evangelische Kirchengemeinde Heeren, die früher zur Pfarrei Ostheeren bei Tangermünde gehörte, wird betreut vom Pfarrbereich Lüderitz im Kirchenkreis Stendal im Bischofssprengel Magdeburg der Evangelischen Kirche in Mitteldeutschland.
Die ältesten überlieferten Kirchenbucheinträge für Ostheeren stammen aus dem Jahre 1646.
Die katholischen Christen gehören zur Pfarrei St. Elisabeth in Tangermünde im Dekanat Stendal im Bistum Magdeburg.

## Politik

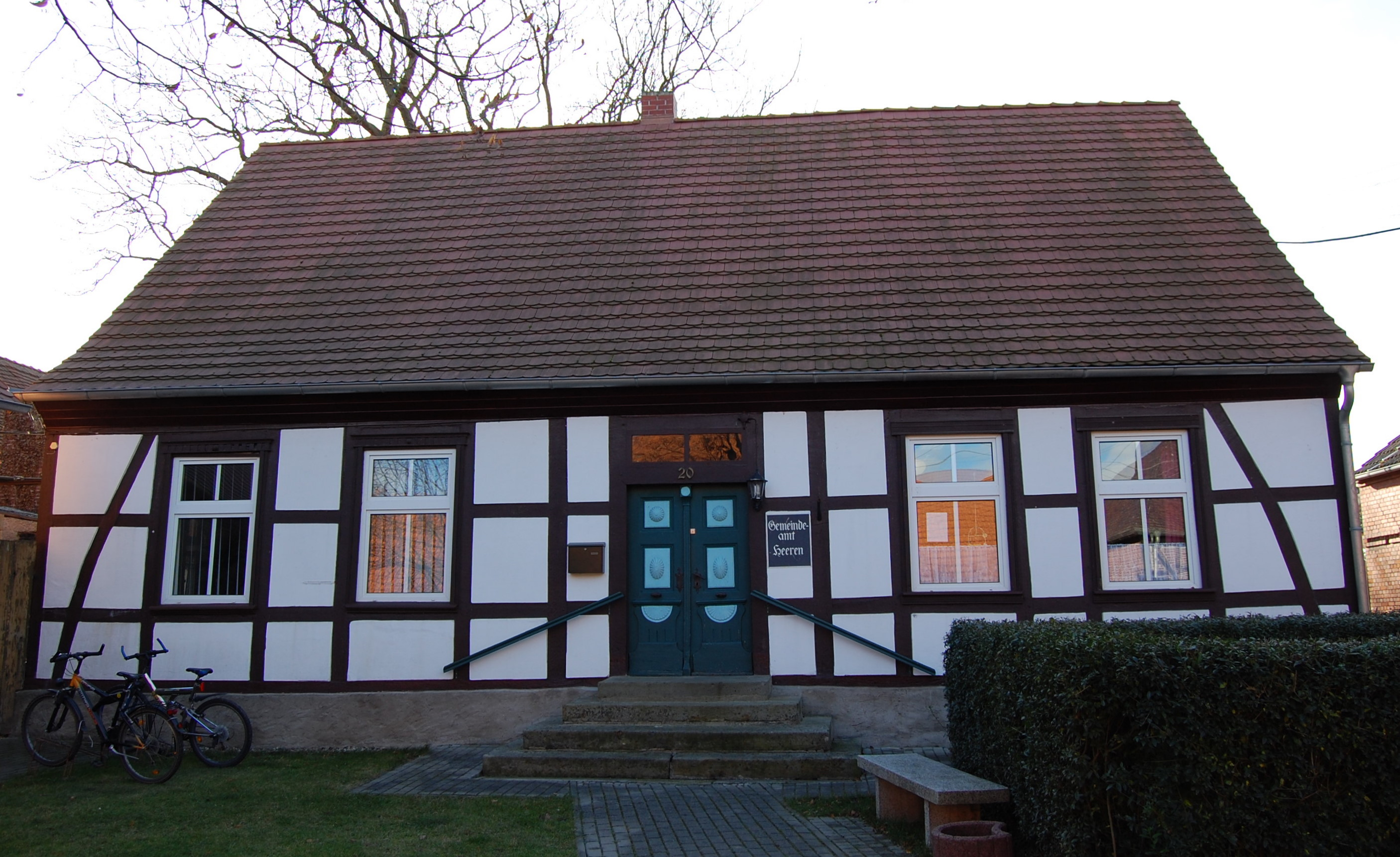
Ehemaliges Gemeindeamt Heeren

### Ortsbürgermeister
Wolfgang Eckhardt ist Ortsbürgermeister der Ortschaft Heeren. Er war auch der letzte Bürgermeister der Gemeinde Heeren.

### Ortschaftsrat
Bei der Ortschaftsratswahl am 9. Juni 2024 errang die Wählergemeinschaft „Wir für Heeren“ 5 Sitze und die Alternative für Deutschland einen Sitz. 5 Ortschaftsräte und eine Ortschaftsrätin wurden gewählt. Von 430 Wahlberechtigten hatten 319 ihre Stimme abgegeben, die Wahlbeteiligung betrug damit 74,19 Prozent.

## Kultur und Sehenswürdigkeiten

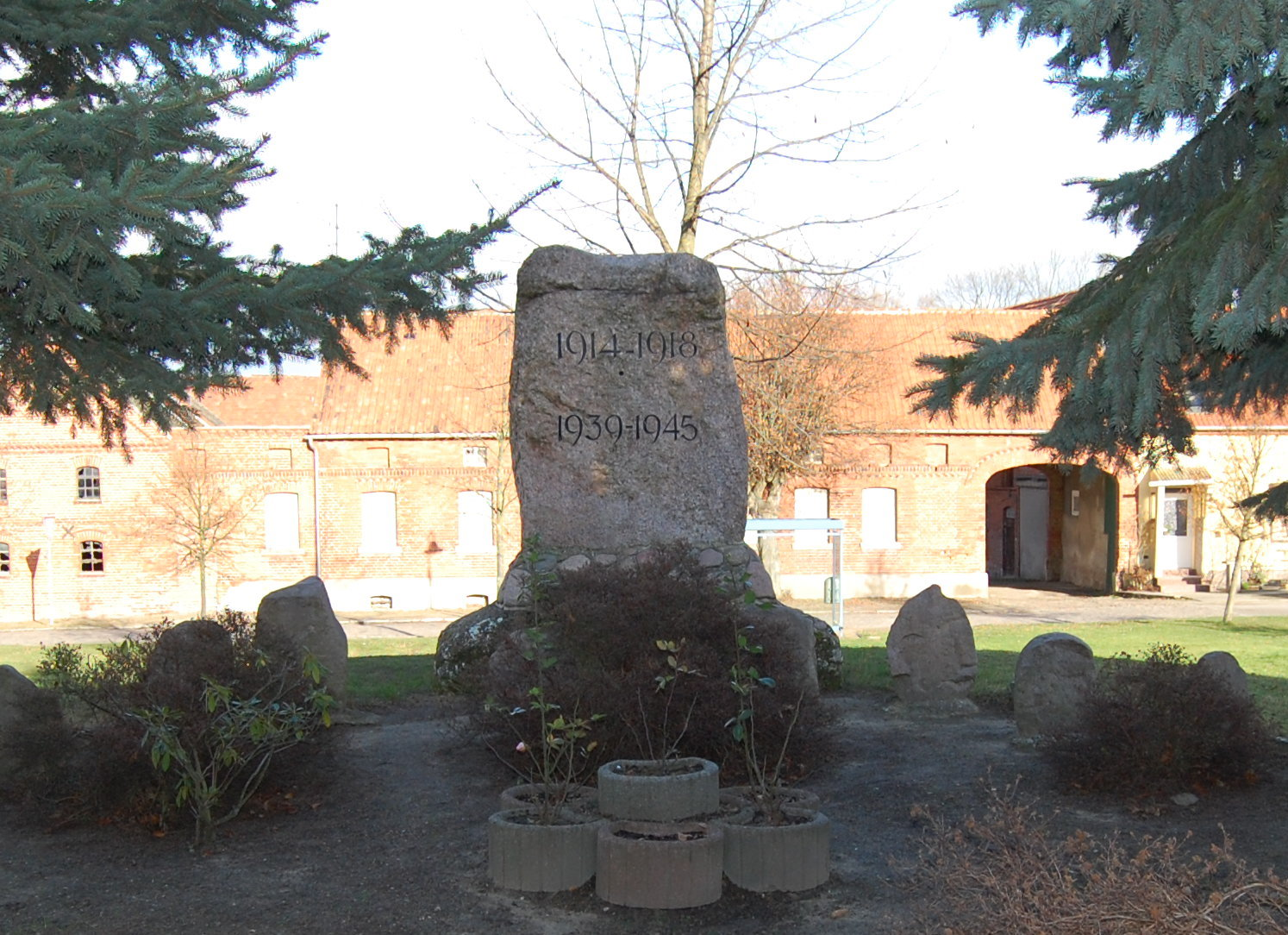
Kriegerdenkmal in Heeren

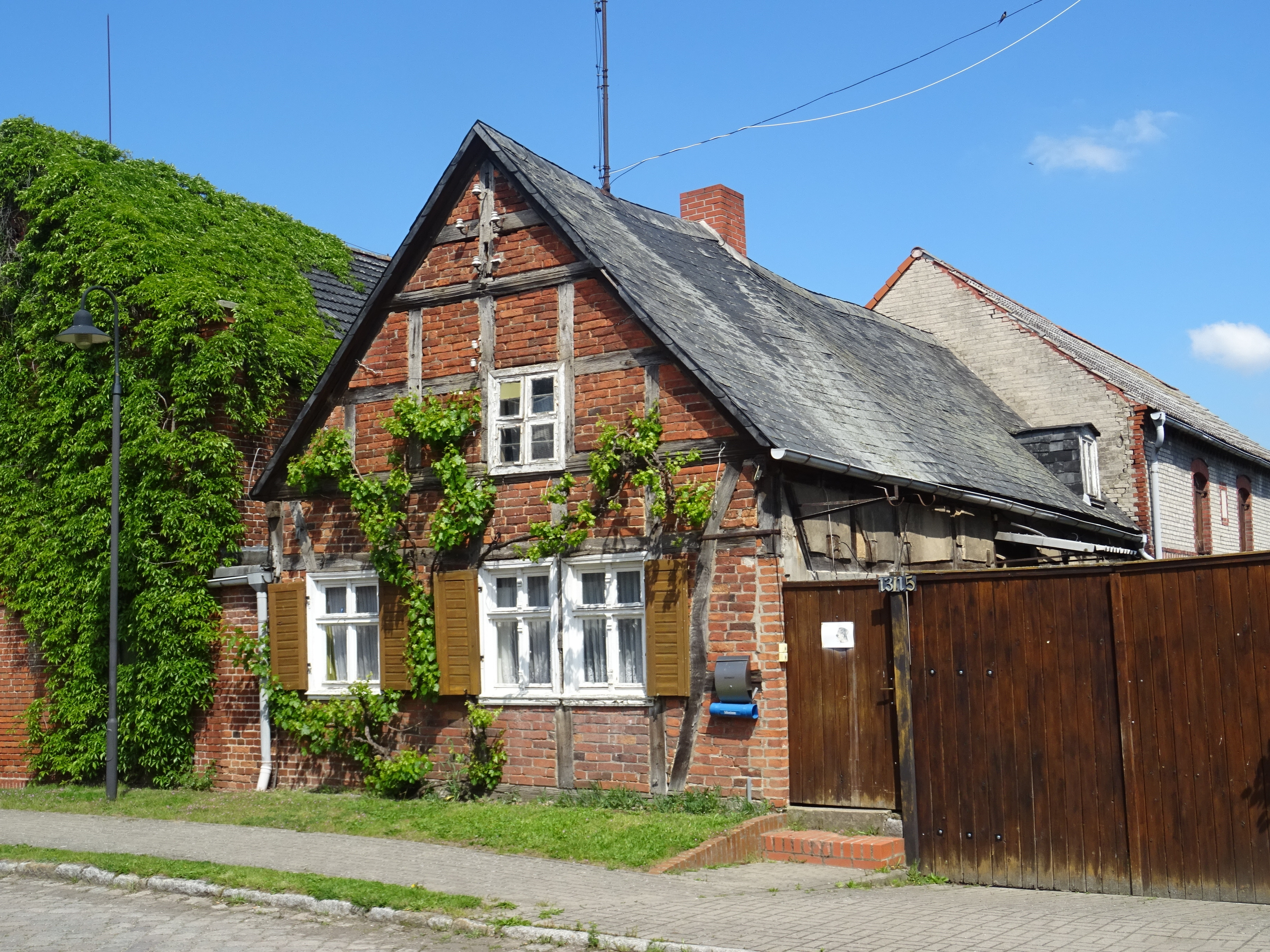
Denkmalgeschütztes Altenteil in der Sälinger Straße

- Die evangelische Dorfkirche Heeren ist ein romanischer flach gedeckter Feldsteinbau aus der zweiten Hälfte des 12. Jahrhunderts.[34]
- Der Ortsfriedhof ist auf dem Kirchhof.
- Zum Gedenken an die Toten des Ersten Weltkriegs wurde auf dem jetzigen Denkmalplatz nach 1918 ein Kriegerdenkmal errichtet. Der dafür zugehauene Findling stammte von Schernbeckhof und wiegt etwa 35 Tonnen.[3] Das Denkmal besteht aus einem großen Granitblock in der Mitte und ist im Halbrund davor von kleinen Feldsteinen umgeben.[35]
- In Heeren stehen außerdem unter Denkmalschutz: in der in Sälinger Straße ein Altenteil und ein Bauernhof mit einem Fachwerk-Taubenturm und in der Westheerener Straße ein Bauernhof.[4]
- Der Heimatverein Heeren e. V. beschäftigt sich seit 1997 mit der Geschichte des Ortes. Eine Ortschronik wurde im Rahmen einer ABM-Stelle erstellt.[36]
- Ein Förderverein unterstützt die Freiwillige Feuerwehr im Dorf.[36]

## Wirtschaft und Infrastruktur
Neben der Landwirtschaft prägt ein Betonsteinwerk das Bild von Heeren.
Von Heeren aus führen Landstraßen nach Stendal, Tangermünde und Tangerhütte. Die Kreuzung der Bundesstraßen 188 und 189 ist nur wenige Kilometer von Heeren entfernt.
Es verkehren Linienbusse und Rufbusse von stendalbus.
Die nächsten Bahnhöfe befinden sich in Tangermünde, Stendal und Demker.

## Sagen aus Heeren

### Der Pastor spielt zum Tanze
Hanns H. F. Schmidt erzählte 1994 die Sage nach, die Heinrich Christoph Steinhart im Jahre 1800 so schilderte: „Ein Gewitter soll einige zwanzig Menschen, die bei ihrem Pfingsbiere lustig herumspungen, erschlagen und dem aufspielenden Pfarrer die Geige und den Arm zerschmettert haben.“ Er verweist auf Andreas Angelus, der im Jahre 1593 über den Pfarrer von Ossemer bei Stendal berichtete, der im Jahre 1203 in den heiligen Pfingstfeiertagen den Bauern selbst „gefiedelt“ hatte. Ihm war die rechte Hand abgeschlagen worden und 24 Personen waren vom Wetter zerschlagen worden. In einer Chronik des Bistums Magdeburg spielt diese Geschichte im Jahre 1202 in Häsewig. Das Motiv Tanz am Pfingstmittwoch taucht auch in der Schedelschen Weltchronik von 1493 auf.

### Teufelssteine
Sowohl aus Westheeren als auch aus Ostheeren wird über einen Teufelsstein neben einem Brunnen berichtet.

### Fußabdrücke in Steinen
Der Lehrer Lehrmann erzählte 1901 die Sage „Fußabdrücke in Steinen“ im Altmärkischer Sagenschatz nach, die Beckmann im Jahre 1751 so schildert: „Auch zeiget man auf den Äckern des Dorfs Ostherrn (Ostheeren),… einen Stein, worin ein Kinderschuh, gleichsam wie in Wachs eingedrukt, befindlich.“ Auf der andern Seite des Steins soll der Abdruck von einem „Weiberschuh“ zu sehen sein.

### Unterirdischer Gang
Lehrmann übermittelte auch die Sage „Der unterirdische Gang auf dem früheren Edelhofe in Ostheeren“. Als man im Jahre 1858 mit den Aufräumungsarbeiten des niedergebrannten Schlosses begann, entdeckte man unter den Schutthaufen unterirdische Gänge. Es bewahrheitete sich, was bisher die Sage von dem Vorhandensein solcher Gänge berichtet hatte: Zu Anfang des 19. Jahrhunderts lebte auf dem Rittersitz der Amtmann Hindenburg. Als er die von den Kellern seines Hauses aus führenden unterirdischen Gänge durchforschte und er ungefähr nach der Mitte des Hofes gelangt war, erhob sich ein Toben und Rumoren in den Viehställen. Die Kühe fingen an, zu brüllen, und sie sowohl wie die Pferde gebärdeten sich wie unsinnig, rissen sich von der Kette, stürzten aus den Ställen und liefen wild auf dem Hofe umher. Der alte Hindenburg aber kam bleich und verstört aus dem Keller. Was ihm auf seinem unterirdischen Gange widerfahren hat er niemandem erzählt.